# Martyn Roper
Martyn Keith Roper OBE (sinh ngày 8 tháng 6 năm 1965) là một nhà ngoại giao và công chức người Anh, giữ chức Thống đốc Quần đảo Cayman kể từ ngày 29 tháng 10 năm 2018.
Roper là Đại sứ Anh tại Algeria từ năm 2010 đến năm 2014. Ông được bổ nhiệm làm OBE vào năm 2013 "cho các dịch vụ cho các lợi ích của Vương quốc Anh ở Algeria, đặc biệt là hoạt động ứng phó của Vương quốc Anh đối với cuộc khủng hoảng con tin In Amenas".
Trước khi nhận chức Thống đốc Quần đảo Cayman, Roper từng là Phó Trưởng Phái đoàn tại Đại sứ quán Anh ở Bắc Kinh, Trung Quốc.